# Taekwondo-Pumsae-Weltmeisterschaften 2022
Die 12. Taekwondo-Pumsae-Weltmeisterschaften wurden vom 21. bis 24. April 2022 in Goyang, Südkorea, im „Korea International Exhibition Center (KINTEX)“ ausgetragen.

Die Veranstaltung wurde von World Taekwondo und der Korea Taekwondo Association (KTA) organisiert. Südkorea war zum dritten Mal Ausrichter der Weltmeisterschaften.

## Medaillenspiegel
Südkorea führte den Medaillenspiegel mit insgesamt 20 Goldmedaillen an. Taiwan folgte auf Platz zwei mit vier, Spanien und die USA teilten sich mit je drei Goldmedaillen den dritten Platz.

## Ergebnisse: Traditionelle Pumsae

### Herren
| Disziplin        | Gold                | Silber                 | Bronze                  |
| ---------------- | ------------------- | ---------------------- | ----------------------- |
| Einzel, Kadetten | Südkorea            | Chinesisch Taipeh      | Vietnam                 |
| Einzel, Kadetten | Südkorea            | Chinesisch Taipeh      | Vereinigte Staaten      |
| Einzel, Junioren | Südkorea            | Vereinigte Staaten     | Chinesisch Taipeh       |
| Einzel, Junioren | Südkorea            | Vereinigte Staaten     | Iran                    |
| Einzel, bis 30   | Wan-jin Kang        | Jun-ho-Kim             | Rodolfo Reyes Jr.       |
| Einzel, bis 30   | Wan-jin Kang        | Jun-ho-Kim             | Ryan Real               |
| Einzel, bis 40   | Jae Uk Jang         | Alejandro Marin Borras | Hashimi Hashim          |
| Einzel, bis 40   | Jae Uk Jang         | Alejandro Marin Borras | Minki Seong             |
| Einzel, bis 50   | Ernesto Guzman      | Hak Dong Kim           | Patricio Martinez Cano  |
| Einzel, bis 50   | Ernesto Guzman      | Hak Dong Kim           | Pok Sun Yang            |
| Einzel, bis 60   | Cheol-hee Lee       | Ky-tu Dang             | Juan Enrique Luna       |
| Einzel, bis 60   | Cheol-hee Lee       | Ky-tu Dang             | Taewon Jung             |
| Einzel, bis 65   | Nader Khodamoradi   | Dong Kyun Seo          | Jørn Christian Andersen |
| Einzel, bis 65   | Nader Khodamoradi   | Dong Kyun Seo          | Manfred Stadtmüller     |
| Einzel, über 65  | Jeong Cheol Kim Kim | Jae-jin Kang           | Hadi Torkashvand        |
| Einzel, über 65  | Jeong Cheol Kim Kim | Jae-jin Kang           | Chi Duong               |

### Damen
| Disziplin        | Gold                    | Silber              | Bronze                |
| ---------------- | ----------------------- | ------------------- | --------------------- |
| Einzel, Kadetten | Südkorea                | Chinesisch Taipeh   | Vereinigte Staaten    |
| Einzel, Kadetten | Südkorea                | Chinesisch Taipeh   | Mexiko                |
| Einzel, Junioren | Südkorea                | Chinesisch Taipeh   | Iran                  |
| Einzel, Junioren | Südkorea                | Chinesisch Taipeh   | Vietnam               |
| Einzel, bis 30   | Eva Sandersen           | Marjan Salahshouri  | Pin-chieh Huang       |
| Einzel, bis 30   | Eva Sandersen           | Marjan Salahshouri  | Kaitlyn Reclusado     |
| Einzel, bis 40   | Yu-jin Kang             | Katia Parroche      | Carissa Fu            |
| Einzel, bis 40   | Yu-jin Kang             | Katia Parroche      | Wen li-ting Kao       |
| Einzel, bis 50   | Vanesa Ortega Villodres | Kathy Do            | Yeon-bu Kim           |
| Einzel, bis 50   | Vanesa Ortega Villodres | Kathy Do            | Johanna Nukari        |
| Einzel, bis 60   | Rommy Hubner Thorne     | Cindy Sin Sook Um   | Soo Mi Jo Lee         |
| Einzel, bis 60   | Rommy Hubner Thorne     | Cindy Sin Sook Um   | Niina Virtala         |
| Einzel, bis 65   | Barbara Brand           | Vera Moens          | Shelley Vettese-Baert |
| Einzel, bis 65   | Barbara Brand           | Vera Moens          | Leni Niedermayr       |
| Einzel, über 65  | Linda Sim               | Bronwyn Butterworth | Marie-France David    |
| Einzel, über 65  | Linda Sim               | Bronwyn Butterworth | Luiza Yabiku          |

### Team-Wettbewerbe
| Disziplin               | Gold               | Silber             | Bronze             |
| ----------------------- | ------------------ | ------------------ | ------------------ |
| Paar, Kadetten          | Chinesisch Taipeh  | Vereinigte Staaten | Mexiko             |
| Paar, Kadetten          | Chinesisch Taipeh  | Vereinigte Staaten | Vietnam            |
| Paar, Junioren          | Chinesisch Taipeh  | Philippinen        | Spanien            |
| Paar, Junioren          | Chinesisch Taipeh  | Philippinen        | Iran               |
| Paar, bis 30            | Chinesisch Taipeh  | Malaysia           | Vietnam            |
| Paar, bis 30            | Chinesisch Taipeh  | Malaysia           | Thailand           |
| Paar, über 30           | Spanien            | Iran               | Frankreich         |
| Paar, über 30           | Spanien            | Iran               | Vereinigte Staaten |
| Team männlich, Kadetten | Südkorea           | Chinesisch Taipeh  | Ägypten            |
| Team männlich, Kadetten | Südkorea           | Chinesisch Taipeh  | Vereinigte Staaten |
| Team weiblich, Kadetten | Vereinigte Staaten | Chinesisch Taipeh  | Südkorea           |
| Team weiblich, Kadetten | Vereinigte Staaten | Chinesisch Taipeh  | Vietnam            |
| Team männlich, Junioren | Vereinigte Staaten | Südkorea           | Vietnam            |
| Team männlich, Junioren | Vereinigte Staaten | Südkorea           | Chinesisch Taipeh  |
| Team weiblich, Junioren | Südkorea           | Iran               | Chinesisch Taipeh  |
| Team weiblich, Junioren | Südkorea           | Iran               | Vereinigte Staaten |
| Team männlich, bis 30   | Chinesisch Taipeh  | Südkorea           | Vietnam            |
| Team männlich, bis 30   | Chinesisch Taipeh  | Südkorea           | Indonesien         |
| Team weiblich, bis 30   | Südkorea           | Chinesisch Taipeh  | Thailand           |
| Team weiblich, bis 30   | Südkorea           | Chinesisch Taipeh  | Malaysia           |
| Team männlich, über 30  | Südkorea           | Iran               | Vereinigte Staaten |
| Team männlich, über 30  | Südkorea           | Iran               | Spanien            |
| Team weiblich, über 30  | Südkorea           | Vereinigte Staaten | Brasilien          |
| Team weiblich, über 30  | Südkorea           | Vereinigte Staaten | Mexiko             |

## Ergebnisse: Freestyle-Pumsae

### Herren
| Disziplin       | Gold        | Silber         | Bronze           |
| --------------- | ----------- | -------------- | ---------------- |
| Einzel Junioren | Jin-ho Lee  | Anthony Do     | Thanh an Ho      |
| Einzel Junioren | Jin-ho Lee  | Anthony Do     | Andi Sultan      |
| Einzel Senioren | Namhoon Lee | William Arroyo | Jinsu Ha         |
| Einzel Senioren | Namhoon Lee | William Arroyo | Darius Venerable |

### Damen
| Disziplin       | Gold         | Silber       | Bronze                |
| --------------- | ------------ | ------------ | --------------------- |
| Einzel Junioren | Han-sol Jang | Yu-jan Hsu   | Adina Machwirth       |
| Einzel Junioren | Han-sol Jang | Yu-jan Hsu   | Gian Legaspi          |
| Einzel Senioren | Ye Eun Cha   | Adalis Munoz | Eva Sandersen         |
| Einzel Senioren | Ye Eun Cha   | Adalis Munoz | Phan khanh han Nguyen |

### Paar-Wettbewerbe
| Disziplin | Gold     | Silber             | Bronze            |
| --------- | -------- | ------------------ | ----------------- |
| Junioren  | Südkorea | Vereinigte Staaten | Mexiko            |
| Junioren  | Südkorea | Vereinigte Staaten | Kanada            |
| Senioren  | Mexiko   | Philippinen        | Chinesisch Taipeh |
| Senioren  | Mexiko   | Philippinen        | Kanada            |

### Team-Wettbewerbe
| Disziplin          | Gold     | Silber            | Bronze             |
| ------------------ | -------- | ----------------- | ------------------ |
| Mixed-Team bis 17  | Südkorea | Vietnam           | Chinesisch Taipeh  |
| Mixed-Team bis 17  | Südkorea | Vietnam           | Vereinigte Staaten |
| Mixed-Team über 17 | Südkorea | Chinesisch Taipeh | Mexiko             |
| Mixed-Team über 17 | Südkorea | Chinesisch Taipeh | Vereinigte Staaten |